# Lockheed Martin RQ-170 Sentinel
El Lockheed Martin RQ-170 Sentinel es un vehículo aéreo no tripulado (UAV) desarrollado por Lockheed Martin y operado por la Fuerza Aérea de los Estados Unidos (USAF). Ha sido desplegado en Afganistán en el marco de la Operación Libertad Duradera.

## Desarrollo

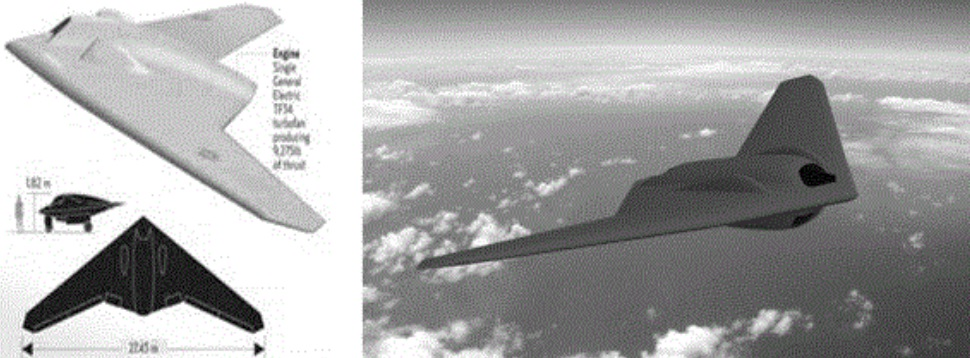
Dibujos de reconocimiento del Ejército estadounidense del RQ-170.

El RQ-170 Sentinel fue desarrollado por Skunk Works, dependiente de Lockheed Martin, como UAV con capacidades furtivas. Se trata de un diseño de ala volante con sensores alojados en los márgenes de cada ala. Se conocen pocos detalles técnicos de la aeronave, pero aparentemente tiene unos 20 metros de envergadura.
La designación RQ (Reconnaissance UAV) de la USAF indica que el RQ-170 Sentinel no porta armamento. David A. Fulghum, de la revista especializada Aviation Week, opina que el UAV probablemente es "una plataforma enfocada a operaciones tácticas y no de recolección estratégica de datos de inteligencia".
La USAF confirmó la existencia del RQ-170 Sentinel el 4 de diciembre de 2009, tras cierta controversia generada en Internet al filtrarse unas fotografías.

## Historia operacional
El 30.º Escuadrón de Reconocimiento, con base en el Aeropuerto de pruebas de Tonopah (Nevada), opera un número indeterminado de RQ-170 Sentinel. El escuadrón está activo desde el 1 de septiembre de 2005. El RQ-170 ha sido desplegado en Afganistán, siendo visto en el Aeropuerto Internacional de Kandahar a finales de 2007. Su avistamiento, unido al nivel de secretismo de las autoridades en torno al proyecto del Sentinel, llevaron a que fuera apodado como la "Bestia de Kandahar" por el experto en aviación Bill Sweetman.
En diciembre de 2009, el diario de Corea del Sur JoongAng Daily informó de que el Sentinel había sido observado en ensayos de vuelo sobre Corea del Sur en los últimos meses y que se esperaba iba a ser desplegado permanentemente en 2010 para reemplazar al avión de reconocimiento Lockheed U-2 en funcionamiento desde la Base Aérea de Osan. En respuesta a este informe, Bill Sweetman argumentó que los despliegues del Sentinel en Afganistán y Corea del Sur se llevaron a cabo probablemente para controlar los programas de misiles balísticos de Pakistán y Corea del Norte.
En agosto de 2010, se informó de que los RQ-170 o bien habían sido o estaban a punto de ser transferidos a Afganistán y que los vehículos aéreos no tripulados habían sido equipados con una capacidad completa de vídeo en movimiento. Las misiones realizadas por estos aviones incluyeron docenas de salidas de vuelo a gran altitud sobre Pakistán para supervisar un complejo en la ciudad de Abbottabad, en donde se creía que vivía Osama bin Laden. En la noche del 1 al 2 de mayo de 2011, al menos un RQ-170 vigiló el área donde elementos del Grupo de Desarrollo de Guerra Naval Especial de los Estados Unidos llevaron a cabo un asalto en la instalación donde se notificó oficialmente la muerte de Bin Laden. La aeronave proporcionó visual continua del ataque, que fue seguido en directo por el presidente Barack Obama y sus principales asesores de seguridad nacional. El RQ-170 también supervisó las transmisiones militares de radio pakistaníes en la zona, para advertir de la respuesta al ataque. El 27 de mayo de 2011, Los Angeles Times informó que los oficiales pakistaníes estaban alarmados por el uso de RQ-170 sobre su país, ya que al estar los drones diseñados para evadir el radar y otros sistemas de vigilancia, podían ser usados como aviones espía.

### Metas operacionales
Con su diseño de baja observabilidad, la aeronave puede ser útil para el vuelo más allá de las fronteras de Irán y para recolectar en China, India y Pakistán datos útiles acerca de las pruebas de misiles, la telemetría, así como recolección de señales e inteligencia multi-espectral.

### Captura por Irán
En diciembre de 2011, Irán afirmó haber derribado un RQ-170 que sobrevolaba su espacio aéreo.

El 8 de diciembre de 2011, Irán mostró unas imágenes de un RQ-170 capturado mientras sobrevolaba su espacio aéreo. La televisión iraní difundió un vídeo el 9 de diciembre de 2011 en el que muestra a varios mandos militares iraníes inspeccionando el avión RQ-170 Sentinel. Los medios de prensa han dicho que el avión fue detectado y abatido en el este del país, cerca de la frontera con Afganistán. Funcionarios de Estados Unidos han reconocido la pérdida del avión no tripulado.
Según CBS News, funcionarios de Estados Unidos, en privado, han confirmado la autenticidad del avión no tripulado mostrado por los iraníes.
El legislador Parviz Sorouri, miembro de la comisión parlamentaria de seguridad nacional y de relaciones exteriores, dijo que la información obtenida será utilizada para demandar judicialmente a Estados Unidos por la invasión de un aparato no tripulado.
En abril de 2012, el General Amir Ali Hajizadeh, comandante de la división aeroespacial de la Guardia Revolucionaria Iraní, afirmó que Irán había logrado copiar el RQ-170 mediante ingeniería inversa.

## Operadores
Estados Unidos
- Fuerza Aérea de Estados Unidos
  - Mando de Combate Aéreo
    - 432ª Ala – Base de la Fuerza Aérea de Creech, Nevada
      - 30º Escuadrón de Reconocimiento – Aeropuerto y Campo de pruebas de Tonopah, Nevada

## Especificaciones

### Características generales
- Tripulación: Tres (en tierra)
- Longitud: 4,5 m
- Envergadura: 12 m[26]
- Altura: 1,8 m (estimada)
- Planta motriz: 1× turbofan Garrett TFE731 o General Electric TF34[27].

### Rendimiento
- Techo de vuelo: 15 000 m (50 000 pies) (estimado)

### Desarrollos relacionados
- Shahed 171 Simorgh
- Saegheh (UAV)

### Aeronaves similares
- Hongdu GJ-11
- Northrop Grumman RQ-180
- Northrop Grumman X-47B
- Mikoyan Skat
- Sujói S-70 Ojotnik
- Northrop Grumman Bat

### Secuencias de designación
- Secuencia _Q-_ (Vehículos aéreos no tripulados estadounidenses, 1962-presente): ← Q-27 - Q-58 - Q-72 - Q-170 - Q-180

### Listas relacionadas
- Anexo:Vehículos aéreos no tripulados
- Anexo:Aeronaves de la Fuerza Aérea de los Estados Unidos (históricas y actuales)